# Traneflobäcken
Traneflobäcken este o arie protejată (arie specială de conservare — SAC, sit de importanță comunitară — SCI) din Suedia întinsă pe o suprafață de 25,7 ha, integral pe uscat.

## Localizare
Centrul sitului Traneflobäcken este situat la coordonatele 63°15′28″N 16°17′50″E / 63.2579°N 16.2972°E.

## Înființare
Situl Traneflobäcken a fost declarat sit de importanță comunitară în aprilie 2004 pentru a proteja 1 specie de plante. Situl a fost protejat și ca arie specială de conservare în martie 2011.

## Biodiversitate
Situată în ecoregiunea boreală, aria protejată conține 2 habitate naturale: Taiga vestică, Mlaștini turboase de tranziție și turbării mișcătoare.
La baza desemnării sitului se află o specie protejată de  plante: Ranunculus lapponicus.